# Тверская, Дина Исааковна
Ди́на Исаа́ковна Тверска́я (12 января 1925, Москва, СССР — 10 августа 1975, Томилино, Московская область, СССР) — советский историк и музейный работник.

## Биография
Родилась 12 января 1925 года в Москве в семье служащих. Будучи выпускницей школы посещала исторический кружок Дома пионеров. В 1944 году поступила на исторический факультет МГУ, которая она окончила в 1949 году. Она продолжила обучение на аспирантуре там же вплоть до 1953 года. В 1953 году устроилась на работу в Исторический музей, где руководила отделом вплоть до 1964 года, также выезжала на экспедиции от музея по Дальнему Востоку, Европейской части РСФСР и Сибири. С 1965 по 1972 год заведовала сектором советского общества НИИ культуры. Читала лекции в МГУ по истории музееведения.
Погибла 10 августа 1975 года в Томилино вместе со своей двоюродной сестрой и племянницей во время наезда на них поезда. Похоронена вместе со своей двоюродной сестрой и племянницей на 32-м участке Востряковского кладбища.